# Снопкув
Снопкув (пол. Snopków) — село в Польщі, у гміні Ясткув Люблінського повіту Люблінського воєводства.
Населення — 928 осіб (2011).

## Демографія
Демографічна структура станом на 31 березня 2011 року:
|          | Загалом | Допрацездатний вік | Працездатний вік | Постпрацездатний вік |
| -------- | ------- | ------------------ | ---------------- | -------------------- |
| Чоловіки | 445     | 112                | 302              | 31                   |
| Жінки    | 483     | 96                 | 301              | 86                   |
| Разом    | 928     | 208                | 603              | 117                  |